# 화영웅
화영웅(嘩!英雄: What A Hero)은 홍콩에서 제작된 진목승 감독의 1992년 영화이다. 유덕화 등이 주연으로 출연하였다.

## 출연

### 주연
- 유덕화
- 장만옥

### 조연
- 황추생
- 장요양
- 진패
- 성규안
- 장가휘
- 임건명
- 후펑
- 진혜민